# 品川バスターミナル

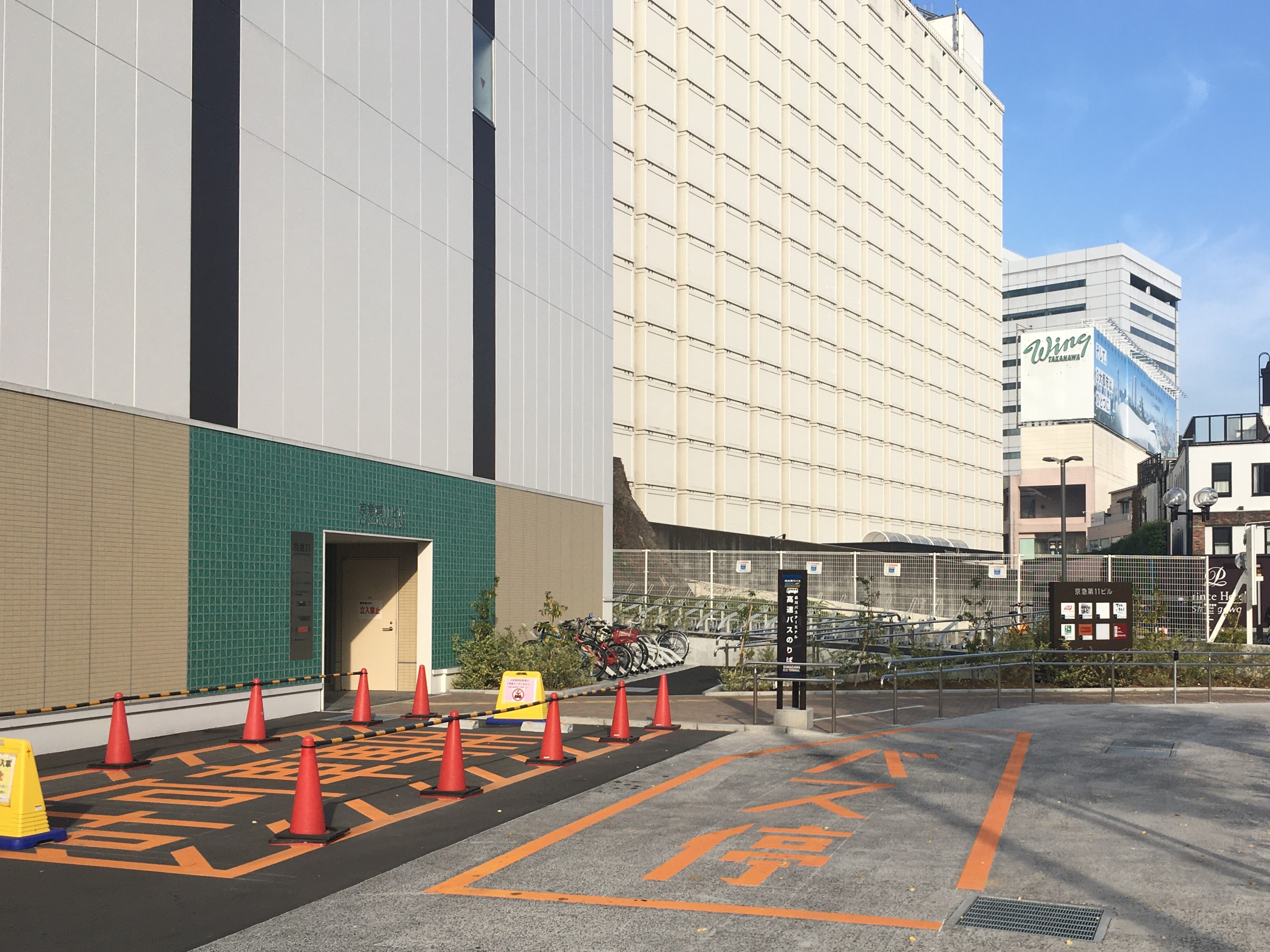
品川バスターミナル全景（2020年11月）

品川バスターミナル（しながわバスターミナル）は、東京都港区高輪4丁目にある高速バス専用のバスターミナルである。
2020年（令和2年）9月30日の出発便から現在地に移転した。旧バスターミナルは品川駅高輪口北方、高輪3丁目の国道15号（第一京浜）東側の敷地に設置されており、主に京浜急行バスと共同運行事業者が使用していた。

## 新バスターミナル
品川駅高輪口から国道15号（第一京浜）を渡り、第一京浜沿いに南に進み品川プリンスホテル駐車場出入口を通り過ぎた京急第11ビル（港区高輪4丁目11番16号）の前に設置されている。旧ターミナルと異なり、乗車券窓口、トイレ、待合所などの施設は設けられていない。なお、京急第11ビル1階では京急ストア高輪店が営業している。

### アクセス
品川駅（JR東日本・JR東海・京急）高輪口から徒歩3〜4分。

### 新型コロナウイルス感染症による影響
品川バスターミナルが移転した時期に重なり、新型コロナウイルス感染症による影響により、特に夜行高速バスの運休が相次いでいた。
そのため以下のとおり、新バスターミナル開設時には発着路線が全線運休していた。
- ビーム・1は、2020年4月16日から全便運休[3] →2021年10月MEX宮古・盛岡号に改称して運行再開時には東京駅（鍛冶橋駐車場）経由へ変更。
- キャメル号は、2020年7月20日（米子発は同19日）から全便運休[4] → 2021年3月15日廃止。
- ノクターン号は、2020年9月30日から全便運休[5] → 2021年8月運行再開時にはバスタ新宿発着へ変更。
- エディ号は、2020年9月30日から全便運休[6]。引き続き2021年3月16日より運行休止[7][8]。

さらに、移転後には新バスターミナルで高速バスの発着は行われないまま、2021年3月15日をもって京浜急行バスが夜行高速バスから事実上撤退した。京急の撤退に伴い、共同運行していたバス事業者では品川発着の取り止めが相次いだため休止路線しか残らず、都心の一等地にバスターミナルを作ったにもかかわらず、バスが乗り入れないという異常事態となった。
品川駅高輪口の再開発事業の進捗に伴い、駅前広場に設置されているタクシー乗り場が使用できなくなるため、2024年2月1日より新バスターミナルをタクシー乗り場として使用、2025年3月7日午前2時00分で終了した。以降は品川プリンスホテル車寄せのタクシー乗り場を共用する。

## 旧バスターミナル
1989年1月15日、京浜急行電鉄（京急）が自社の運行する高速バスの発着地とするべく、品川駅高輪口の北方約400m、品川駅と泉岳寺駅（京急・都営）のほぼ中間の国道15号（第一京浜）とJR線に挟まれた位置（地下を走る京急本線のほぼ真上）の自社用地内に開設したバスターミナルであった。
建物は2階建てで、待合室・シャワールーム（15分300円タオル付き・品川発着高速バス利用者のみ）があり、バスの待機スペースは建物とJR線との間に設けられていた。品川駅周辺にバスの待機スペースが少ないことから、本ターミナル発着路線ではない東京湾アクアライン経由の路線（木更津駅行、袖ケ浦駅・長浦駅行。品川駅港南口から発着）などが折り返し待機のため入線することがあった（客扱いは行わず）。
品川駅からは離れていたが、旧バスターミナルから徒歩3分の場所に、2020年3月14日にJR品川駅と田町駅間に高輪ゲートウェイ駅が開設され最寄り駅となった。旧バスターミナル周辺の国道15号は中央分離帯で仕切られているため、下り線（浜松町→蒲田方面）からしか出入りできず、浜松町方面へ向かう路線は国道15号を一旦南下し、山手通り→海岸通り→札の辻交差点を経由して迂回していた。

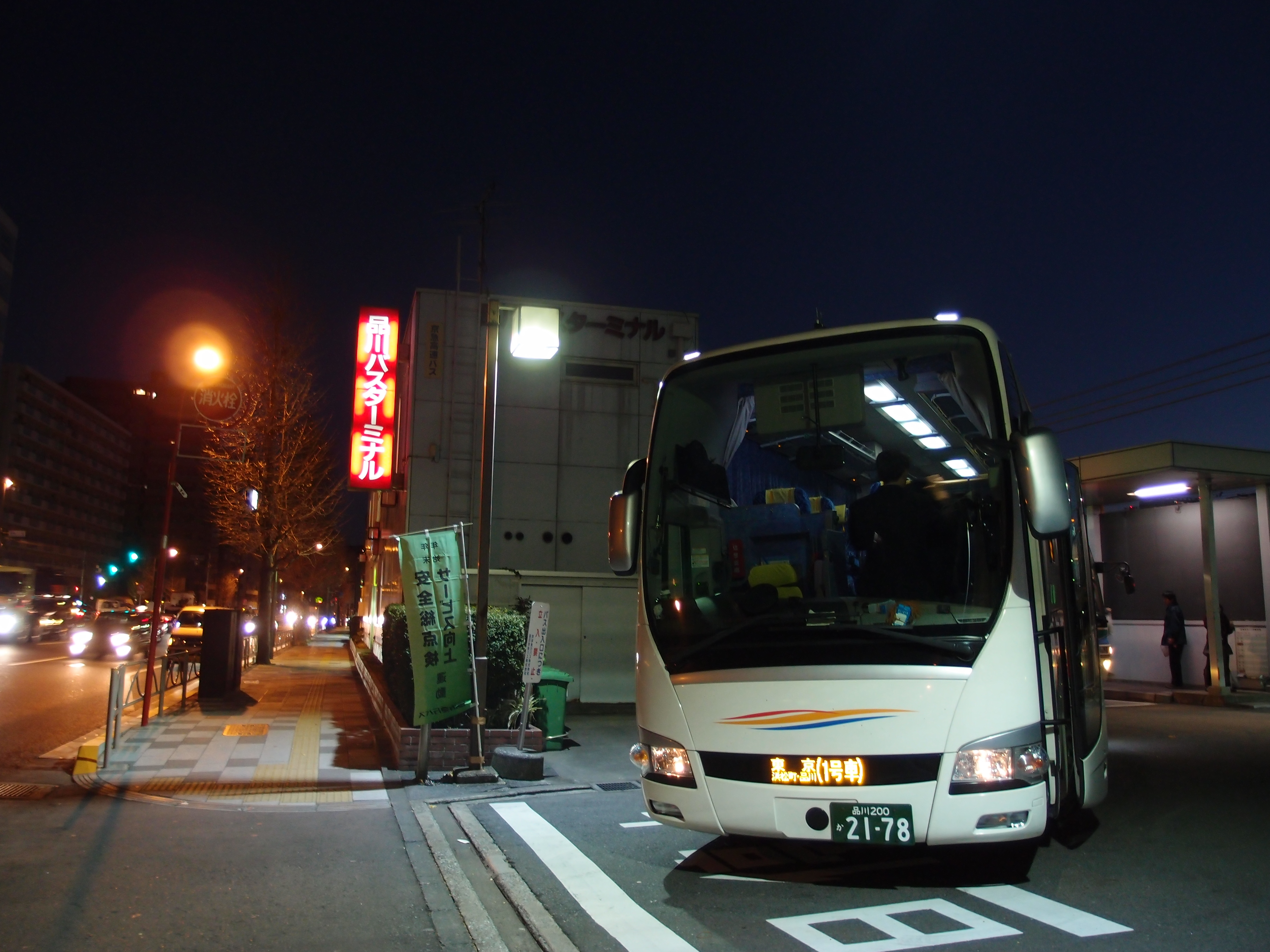
移転前の品川バスターミナルに到着した「パイレーツ号」 京浜急行バス運行便（2012年1月）
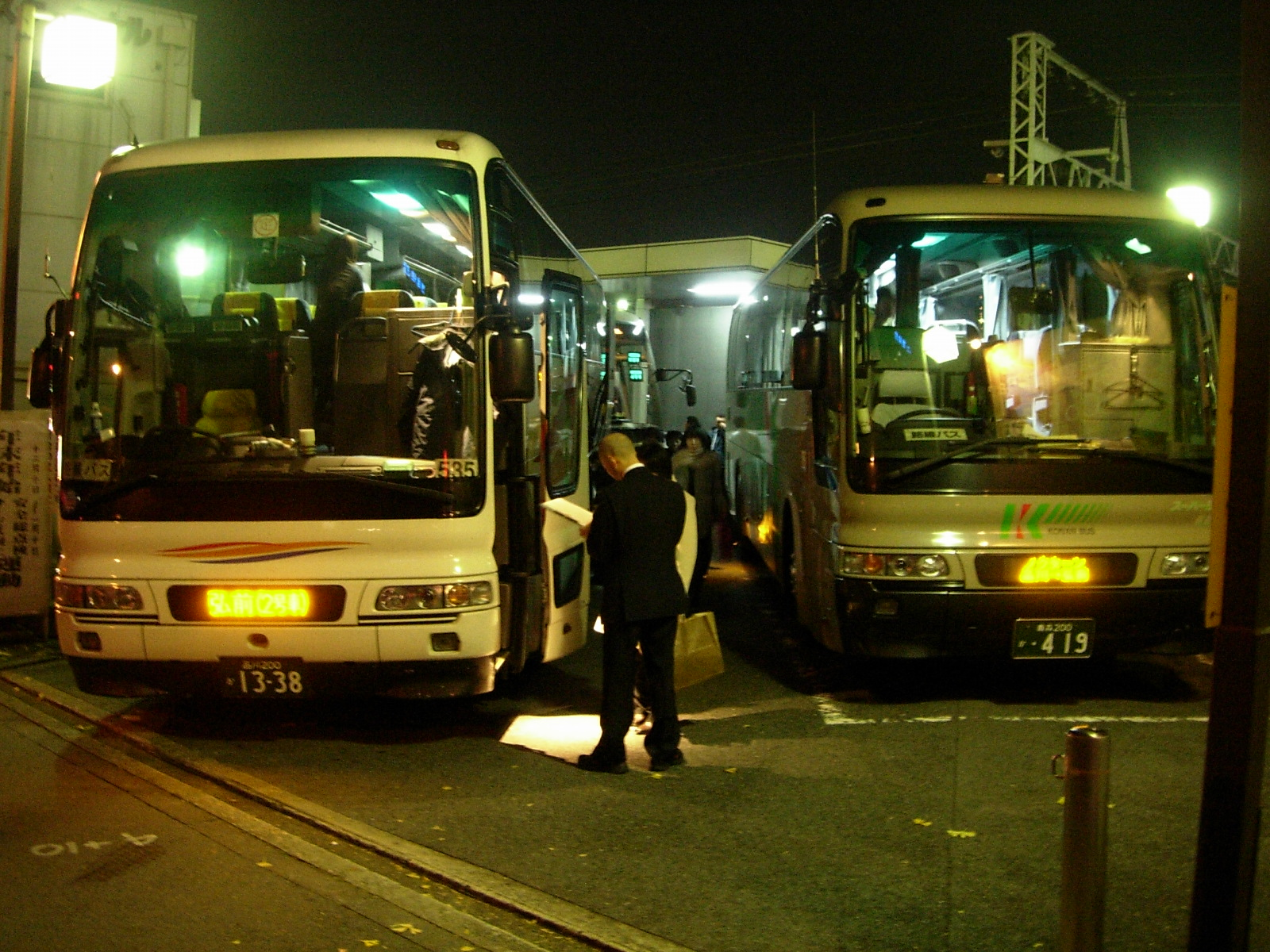
移転前の品川バスターミナルで待機する「ノクターン号」 狭隘なバスターミナルに大型バスが並ぶ（2006年）

## バス路線

### 現行路線
- シルフィード号
  - 京浜急行バス・京都交通の共同運行。2019年5月12日発便から運行休止中[17][18]。
- エディ号
  - 京浜急行バス・徳島バスの共同運行。2021年3月16日より運行休止中[7]。

### 過去の発着路線
路線の詳細については、各路線の記事を参照。
- ノクターン号
  - 京浜急行電鉄→京浜急行バス・弘南バスの共同運行。京急の撤退後、2021年8月5日よりバスタ新宿経由へ変更。
- ビーム・1
  - 京浜急行電鉄→羽田京急バス→京浜急行バス・岩手県北自動車の共同運行。京急の撤退後、2021年10月28日より「MEX宮古・盛岡」に改称し東京駅（鍛冶橋駐車場）経由へ変更[19]。
- ドリーム横浜・仙台号
  - 京浜急行バス→京急観光バス・JRバス東北の共同運行。京急の撤退後、2019年4月1日の出発便より「ドリーム仙台・品川横浜号」の品川バスターミナル停車を廃止、東京駅高速バスターミナル経由へ変更し、路線名を「ドリーム仙台・東京横浜号」に変更[20]。
- e-LineR横浜線（浜松行）
  - 遠州鉄道の単独運行。2019年10月、東京ディズニーランド発着・国際展示場駅経由へ変更[21]。
- いが号
  - 京浜急行電鉄・三重交通の共同運行。京急の撤退後、2018年に西武バス大宮営業所発着・池袋駅経由に変更。
- ラメール号：名古屋行
  - 京浜急行電鉄→京浜急行バス→京急観光バス・JR東海バスの共同運行。2008年3月に廃止。
- マリーン号
  - 京浜急行電鉄→羽田京急バス・近江鉄道の共同運行。2008年3月に廃止。
- シャトー号
  - 京浜急行バス→羽田京急バス・阪急バスの共同運行。京急の撤退後、2012年に廃止。
- キャメル号
  - 京浜急行電鉄→京浜急行バス→京急観光バス→京浜急行バス・日本交通・日ノ丸自動車の共同運行。2020年7月から運休、2021年3月15日をもって廃止[22][23][24]
- ルブラン号
  - 京浜急行電鉄→羽田京急バス、両備バス→両備ホールディングス、東北急行バスの共同運行。京急の撤退後に両備ホールディングスの単独運行となり、のち東北急行バスが参入。2019年、東北急行バス東京営業所発着・東京駅経由に変更。
- 萩エクスプレス：萩行
  - 京浜急行電鉄→京浜急行バス→京急観光バス・防長交通の共同運行。京急の撤退後、2007年に東京駅発着へ変更。
- アルバ号：徳山行
  - 京浜急行電鉄・防長交通の共同運行。1998年に萩エクスプレスへ統合。
- パイレーツ号
  - 京浜急行バス→京急観光バス→京浜急行バス・瀬戸内運輸の共同運行。京急の撤退後、2016年に東急トランセ参入に伴い渋谷マークシティ発着に変更。